# Kabupaten Halmahera Timur
Kabupaten Halmahera Timur (indonesiska: Halmahera Timur) är ett kabupaten i Indonesien.   Det ligger i provinsen Maluku Utara, i den nordöstra delen av landet, 2 500 km öster om huvudstaden Jakarta. Antalet invånare är 73 109.